# Vittore Erba
Vittore Erba (Nova Milanese, 29 novembre 1955) è un allenatore di calcio ed ex calciatore italiano, di ruolo centrocampista.

## Caratteristiche tecniche
Giocava come centrocampista centrale, con compiti di regista; era abbastanza lento ma dotato di un tiro potente.

## Carriera

### Giocatore

#### Seregno e la Serie B con Rimini e Reggiana
Cresciuto nel G.S. S. Carlo di Nova Milanese, inizia la carriera professionistica esordendo all'età di 18 anni in Serie C con la maglia del Seregno. Gioca con la formazione milanese anche i successivi quattro campionato di terza serie, fino al termine della stagione 1977-1978, conclusasi con la retrocessione nel nascente campionato di Serie C2. A fine anno Erba lascia la squadra, con un bilancio totale di 142 presenze e 13 gol in partite di campionato. Passa al Rimini, in Serie B, dove nella stagione 1978-1979 gioca 32 partite nella serie cadetta senza mai segnare.
In seguito alla retrocessione in Serie C1 della squadra romagnola viene ceduto alla Reggiana, con la cui maglia nella stagione 1979-1980 segna un gol in 4 presenze nella Coppa Italia Semiprofessionisti e 4 gol in 33 presenze nel campionato di Serie C1. Rimane con la squadra emiliana anche nella stagione 1980-1981, durante la quale mette a segno 3 gol in 7 presenze in Coppa Italia Semiprofessionisti e 10 reti in 33 apparizioni in campionato, che i granata vincono ottenendo così la promozione nel successivo campionato di Serie B. Erba viene riconfermato dalla Reggiana anche nella serie cadetta; nella stagione 1981-1982 totalizza un gol in 5 presenze in Coppa Italia e 15 presenze senza reti in Serie B, categoria in cui in carriera ha giocato complessivamente 47 partite senza mai segnare. Nell'estate del 1982 lascia la Reggiana, con la cui maglia ha un bilancio complessivo di 97 presenze e 21 reti fra tutte le varie competizioni disputate.

#### Gli ultimi anni di carriera in Serie C1 e Serie C2
Nella stagione 1982-1983 realizza 2 reti in 27 presenze al Piacenza in Serie C1; con i biancorossi gioca inoltre anche 6 partite in Coppa Italia Serie C. Dopo la retrocessione della squadra biancorossa in Serie C2 passa al Mantova, con cui segna 5 gol in 30 presenze in Serie C2; chiude la carriera da calciatore professionista al termine della stagione 1984-1985, nella quale ha segnato un gol in 21 presenze in Serie C1 con la maglia del Livorno. Smette definitivamente di giocare nel 1992, dopo aver giocato nel Campionato Interregionale con il Seregno.
In carriera ha giocato complessivamente 47 partite in Serie B, 256 partite con 30 gol in Serie C1 e 30 partite con 5 gol in Serie C2.

### Allenatore
Dal 2012 al 2014 ha allenato la Lentatese, nel campionato lombardo di Promozione.
Dal 2016 allena il G.S. San Carlo di Nova Milanese, suo paese natale.

## Palmarès

### Club

#### Competizioni nazionali
- Serie C1: 1

Reggiana: 1980-1981 (girone A)